# Rauvolfia woodsoniana
Rauvolfia woodsoniana là một loài thực vật có hoa trong họ La bố ma. Loài này được Standl. miêu tả khoa học đầu tiên năm 1938.